# 超新星遗迹

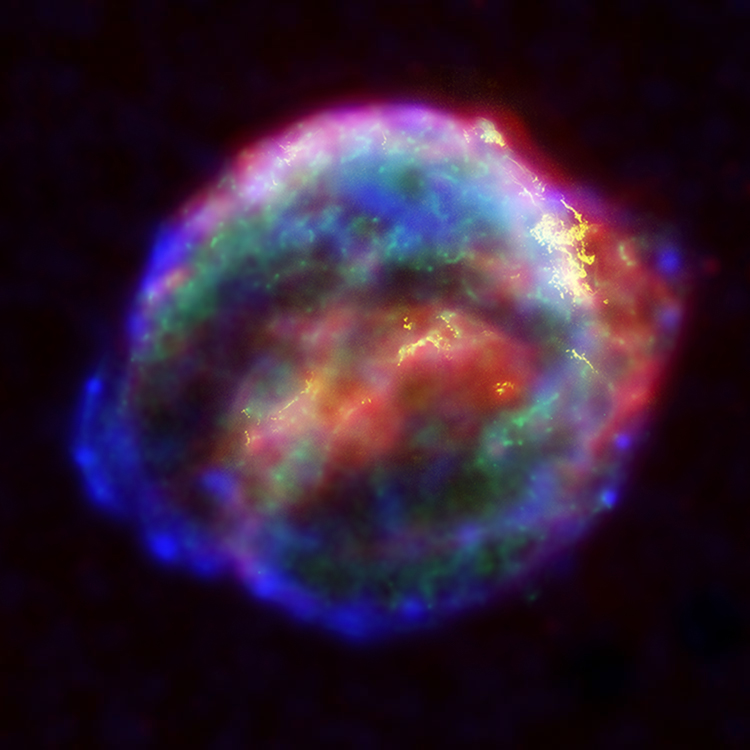
开普勒超新星的多波段合成照片

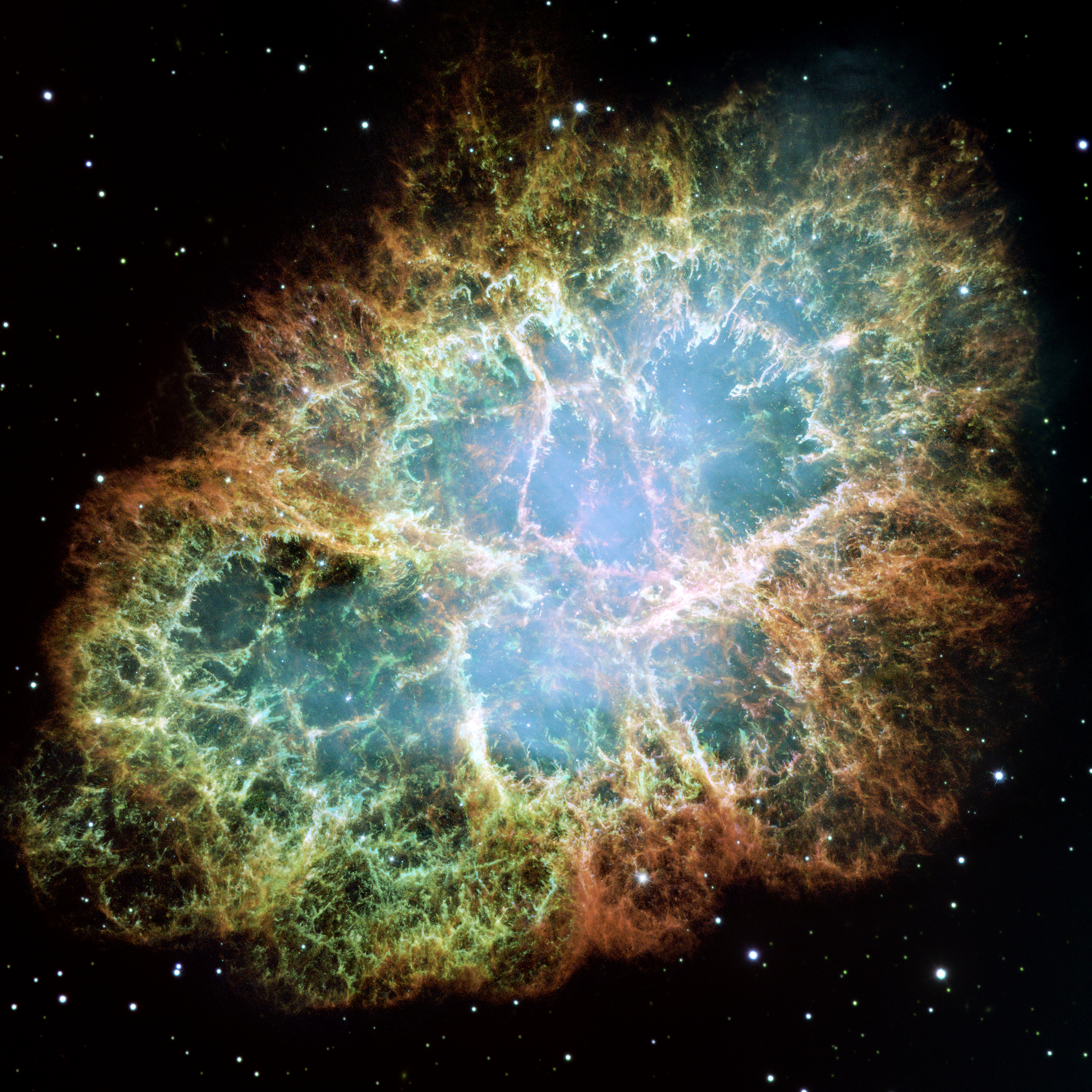
哈勃空间望远镜拍摄的蟹状星云

超新星遗迹（英語：Supernova remnant，缩写）是超新星爆发时抛出的物质在向外膨胀的过程中与星际介质相互作用而形成的延展天体，形状有云状、壳状等，差异很大。截至2006年，已经在银河系中发现了200余个超新星遗迹，在大麦云、小麦云、M31、M33
等邻近的河外星系中也有发现。

## 超新星遗迹的分类
超新星遗迹根据形态，可以大致分为三类：壳层型（S型）、实心型（F型或Plerionic，又称类蟹状星云型）和复合型（C型），三类超新星遗迹中发生的物理过程有很大不同。某些超新星遗迹兼具不同类型的特点，如SS 433所处的超新星遗迹W50（G39.7-2.0），因此在分类上具有很大的不确定性。
- 壳层型超新星遗迹最明显的特点是具有壳层结构，中央没有致密天体的辐射源。这一类在已发现的超新星遗迹中占到80%以上。著名的第谷超新星（SN 1572）、开普勒超新星（SN 1604）、SN 1006的遗迹都属于此类型。其壳层结构反映了超新星爆发时抛射出的物质与周围星际介质的相互作用。其光谱在X射线和光学波段大多具有热辐射的形式，在射电波段表现为非热幂率谱。
- 实心型超新星遗迹，又称类蟹状星云型，其原型是著名的蟹状星云[5]。这一类超新星遗迹没有壳层结构，中央具有致密天体提供能量，其光谱在X射线和射电波段上均表现为非热幂率谱，是相对论性电子的同步辐射产生的。在20世纪70年代以前，这类超新星遗迹只发现了蟹状星云一个，70年代以后陆续发现3C58等也属于此类型。
- 复合型超新星遗迹结合了壳层型和实心型的特点，既具有提供能量的中央致密天体，又具有抛射物与星际介质作用形成的壳层结构，典型的天体是船帆座超新星遗迹。这一类超新星遗迹又可以分为热型和实心型两类，热型在射电波段表现为壳层状，在X射线波段表现为实心状；实心型在射电和X射线波段都表现为实心形态。

## 超新星遗迹的演化
实心型和复合型超新星遗迹都可以视作是由II型超新星爆发产生的，其中心致密源是引力塌缩形成的，外部是否存在壳层主要取决于星际介质的密度。观测发现，第谷超新星遗迹和开普勒超新星壳层里都具有很强的中性氢巴耳末线系，证明它们是由Ia型超新星爆发，即白矮星的热核爆炸产生的。
超新星遗迹的演化涉及到的过程非常复杂，还没有严格和普遍适用的理论模型。